# Telipinusz hettita király

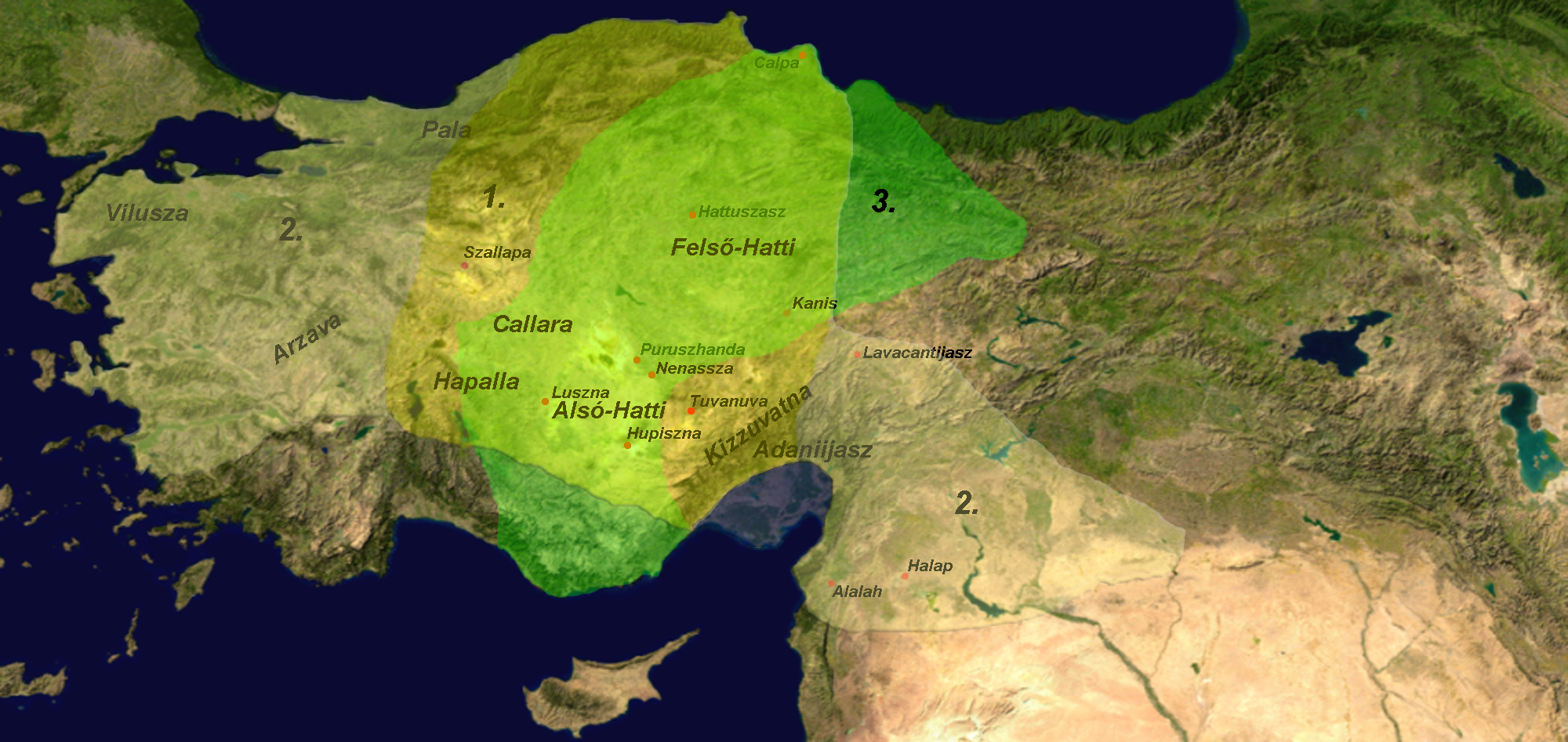
A korahettita időszak térképe. Jelmagyarázat: 1 – I. Labarnasz territóriuma, 2 – I. Hattuszilisz hadjáratainak övezete, 3 – Telipinusz befolyási övezete

Telipinusz (𒁹𒋼𒇷𒁉𒉡𒍑 mte-le/li-pé/pí/bi-nu(-ú/uš), normalizált alakban Telepinu, Telipinu, Telepinuš, Telipinuš, az írásmódból adódóan esetleg Telpinu, Telibun) a különböző szerzőknél vagy a korahettita királyság (hettita óbirodalom) utolsó uralkodója, vagy a hettita középbirodalom első uralkodója. Trónra lépése alkalmából készült felirata a korszak egyetlen átfogó forrása, akkád és hettita verzióban is ismert. Telipinusz öt év uralkodás után eltávolította sógorát, Huccijaszt a trónról, de a korábbi hettita hagyományokkal ellentétben életben hagyta (legalábbis saját feliratai szerint).
Telipinusz uralkodási jogcíme a felesége, Isztaparijasz volt, aki Ammunasz leánya. A hettita óbirodalom második felében egyfajta leányági öröklés figyelhető meg az uralkodóházban, amelyről jelenleg még nem tudni, hogy szándékos volt-e, vagy csak véletlenül alakult úgy, hogy több egymás utáni uralkodó a felesége révén volt kapcsolatban a királyi házzal. Telipinusz mindenképp korszakos személyiség a hettita történelemben, nemcsak értékes feliratai miatt, hanem mert tőle származtak az első írott hettita törvények is.
Annak ellenére, hogy a pankusz és a tulijasz királyválasztó és uralkodólegitimáló hatalmát is szabályozta, Telipinuszt hosszabb homályos kor követi, ezt nevezzük hettita középbirodalomnak. Még azt sem tudjuk pontosan, hogy Harapszilisz nevű leányának férje, Alluvamnasz követte-e a trónon, vagy közvetlenül követte Taharvalijasz, a néhai Ammunasz unokaöccse. A zavaros helyzetet a királyi családban történt tragédia, Isztaparijasz királyné, később Ammunasz trónörökös meggyilkolása hozta létre. Harapsziliszt és Alluvamnaszt a merénylet után száműzték, mert kapcsolatuk volt a merénylővel, Szankusszal.
Homályos részlete e családi gyilkosságsorozatnak Huccijasz öt, ismeretlen nevű fiútestvérének halála is, bár Telipinusz tagadta a részvételét.
Hatti ez időbeni gyenge belpolitikai helyzete a külpolitikában is meglátszott. Nemcsak Arzava szakadt el a hattuszaszi uralkodóktól, de Kizzuvatna is (a későbbi Kilikia). A korábban Észak-Szíriában birtokolt vagy adóztatott városok már Mitanni érdekszférájába kerültek. Az északkeleti területeken új középhatalomként Kaška jelent meg (nevének olvasata a hettitában Kaszka, az asszírban Kaska).
Telipinusz elért néhány kisebb sikert, így kifosztotta és lerombolta Hasszuva városát Észak-Szíriában, valamint barátsági szerződést kötött Kizzuvatna második önálló uralkodójával, Iszpatahszuval. Feliratai alapján legyőzte Luhha uralkodóját is, ez talán a későbbi Lukkával azonos dél-anatóliai terület. Telipinusz hatalma valójában csak Alsó- és Felső-Hatti területére terjedt ki, Hattuszasz közvetlen környezetére, Északkelet-Kilikiára (későbbi Armenia Mikra), valamint a Kilikiától közvetlenül nyugatra fekvő területek.
Telipinusz halálának körülményeiről nincsenek információk. Utóda talán Taharvalijasz volt, de ez teljesen bizonytalan, Alluvamnasz is lehetett, akit néhányan Telipinusz fiának tartanak, mások szerint Telipinusz egyik leányát, II. Harapsziliszt vette feleségül. A családban egyik ágról a másikra szállt a hatalom, tovább folytatódtak a családban a gyilkosságok. Legalább kétszer a trónörökös leánytestvérének férje volt királygyilkos, egyszer az apát ölte meg fia. Ebben a helyzetben az uralkodók közt csak hozzávetőleges sorrendet lehet megállapítani, mert az ágak közti váltások bármikor megtörténhettek. Valószínűleg csak I. Muvatallisz uralkodásával tért vissza Telipinusz leszármazottaihoz a hatalom.